# Новезе
Новезе е италиански футболен клуб от град Нови Лигуре. Шампион на Италия за 1922 година. Заедно с Казале представляват единствените отбори от региона, печелили италианския футболен шампионат.
Отборът се състезава в група А на Серия Д.

## История

### Началото
Основан е на 31 март 1919 година. В първите си мачове се изправя срещу Александрия и Дертона, като и двата завършват 1:1. Записва и загуба с 0:2 от Андреа Дория и побеждава в Нови със същия резултат сборен отбор на 44-ти пехотен полк. Благодарение на огромния си начален успех – 200 члена само за няколко месеца, Новезе може да си позволи да издава и собствен вестник още на следващата година.
През 1921 година участва в Серия А. По това време шампионатът е разделен на три етапа – предварителен, полуфинали и финал.

### Възход и падение
На 7 май 1922 година се играе първият финал в Сампиердарена между Новезе и Сампиердарензе при краен резултат 0:0. По същия начин без голове завършва и реваншът в Нови. Третият мач се играе в Кремона и завършва 2:1 в полза на Новезе.
През сезон 1922/23 Новезе продава някои от най-добрите си футболисти и се спасява на косъм от изпадане. През следващия сезон обаче не успява да повтори успеха си и завършва на последно място в Лига Север на Серия А. През сезон 1924/25 във втора дивизия Новезе печели първо място в своята регионална група, но във финалната група от 4 отбора една точка не им достига за класиране обратно в Серия А. През сезон 1925/26 след политическа реформа в италианския футбол Новезе е изхвърлен в трета дивизия.

### Следвоенно положение
След Втората световна война Новезе се лута между аматьорските първенства чак до 70-те години, когато се завръща в Серия Ц. Това става не с футболен успех, а чрез сливане с Гавиезе – отбор от съседния град Гави, който си спечелва влизане в Серия Ц през сезон 1972/73. Новезе през този сезон завършва на 12-о място от общо 18 отбора.
Сливането, със значителни протести от страна на Гави, води до създаването на Гавиновезе. През последвалия сезон 1973/74 отборът едва успява да се спаси от изпадане. Следващата година отборът връща името си Новезе, но изпада от професионалистите.

### В днешни дни
През 2007 Новезе достига второ място в Ечеленца (шеста дивизия), печели плейофа и влиза в Серия Д. През сезон 2008/09 завършва на последно място в Серия Д и изпада в Ечеленца, но още на следващия сезон се завръща обратно. През 2012/13 завършва на 16-о място, но печели плей-аут срещу Вербано и остава в Серия Д.

## Стадион
Новезе играе домакинските си срещи на стадион „Константе Жирарденго“ с капацитет 3500 души.

## Успехи
Шампион на Италия: 1921/22